# Апсцес плућа
Апсцес плућа је врста течне некрозе плућног ткива испуњена гнојем, узроковане микробном инфекцијом. Карактерише се формирање шупљине (више од 2 цм) које садрже некротичне остатке или течност и патогене узрокочнике инфекције.
Може се појавити током анестезије, седације или несвестице услед повреде. Алкохолизам је најчешће стање које предиспонира настанак апсцеса плућа.
Према начину настанка апсцес плућа може ити примарни (у око 60% случајева) када је резултат постојећег процеса у плућном паренхиму или секундарни када настаје као компликуја неких други процеса (нпр. васкуларне емболије или након руптуре екстрапулмоналног апсцеса у плућа).

## Клиничка слика
Почетак симптома је често постепен, али код некротизирајућих стафилококних или грам-негативних бациларних пнеумонија пацијенти могу бити акутно болесни. Често су присутни кашаљ, грозница са дрхтавицом и ноћно знојење. Кашаљ може бити продуктиван са смрдљивом гнојном слузи непријатног мириса (у ≈70% случајева) или ређе са крвљу (у око 33%  случајева). Погођене особе се такође могу жалити на бол у грудима, кратак дах, летаргију и друге карактеристике хроничне инфективне болести.

## Дијагноза
Рани знаци и симптоми апсцеса плућа не могу се разликовати од пнеумоније и укључују:
- грозницу са дрхтавицом,
- кашаљ,
- ноћно знојење,
- диспнеју,
- губитак тежине и умор,
- бол у грудима
- понекад анемију.

У почетку је кашаљ непродуктиван, али када се појави комуникација са бронхом, типичан знак је продуктивни кашаљ. Кашаљ остаје продуктиван, понекад праћен хемоптизом. Код пацијената са хроничним апсцесом може се појавити лупкање прстију.
Хистопатолошки налаз
Акутни  апсцес плућа је обично окружен не тако добро дефинисаним плућним паренхимом, испуњен густим некротичним детритусом. Хистолошки, у централним деловима апсцеса налази се некротично ткиво помешано са некротичним гранулоцитима и бактеријама. Око овог подручја налазе се очувани неутрофилни гранулоцити са проширеним крвним судовима и инфламаторним едемом.
Хронични апсцес плућа је обично неправилног звездастог облика са добро дефинисаним окружењем плућног паренхима, испуњен сивкастом линијом или дебелим детритусом. У средишту апсцеса налази се гној са или без бактерија. Око апсцеса се налази пиогена мембрана кроз коју бела крвна зрнца мигрирају у кавитацију апсцеса. Око пиогене мембране лимфоцити, плазма ћелије и хистиоцити су смештени у везивно ткиво.
Бронхоскопија
Дијагностичка бронхоскопија је део дијагностичког протокола за узимање материјала за микробиолошки преглед и утврђивање интрабронхијалног узрока апсцеса (нпр, тумора или страног тела). 
Преглед спутума
Бактериолошки преглед спутума је користан за идентификацију микробиолошких агенаса или потврду бронхијалног карцинома.

## Диференцијална дијагноза
Диференцијална дијагноза укључује екскавацију туберкулозе и микозе, али се ретко може видети радиолошки знак нивоа гаса и течности. Плућне цистичне лезије, као што су интрапулмонално лоциране бронхијалне цисте, секвестрација или секундарно инфициране емфизематозне буле могу бити тешко разликовати, али локализација лезије и клинички знаци могу указивати на одговарајућу дијагнозу. Локализовани емпием плеуре може се разликовати коришћењем компјутеризоване томографије или ултразвука.
Екскавациони бронхијални карциноми као што су сквамоцелуларни или микроћелијски карциноми обично су представљени дебљим и неправилним зидом у поређењу са инфективним апсцесом плућа. Одсуство фебрицитета, гнојног спутума и леукоцитозе могу указивати на карцином, а не на инфективну болест. Радиолошки знак нивоа ваздушно-течности се може видети и у хидатидној цисти плућа.
Диференцијално дијагностички код апсцеса плућа требало би узети у обзир следећа стања и болести:
- Екскавација бронхијалног карцинома (сквамоцелуларног или микроцелуларног)

- Туберкулоза плућа

- Локализовани емпием плеуре

- Инфициране емфизематозне буле

- Кавитарна пнеумокониоза

- Хијатална хернија

- Хематом плућа

- Хидратидна циста плућа

- Кавитарни инфаркт плућа

- Вегенерова грануломатоза

## Спољање везе
|  | Молимо Вас, обратите пажњу на важно упозорење у вези са темама из области медицине (здравља). |